# Cake (hudební skupina)
Cake (oficiálně velkými písmeny, CAKE) je americká alternativně rocková hudební skupina ze Sacramenta v Kalifornii, která měla několik hitů ze svých šesti alb.

## Historie
Skupina Cake uskupila v roce 1991 se zpěvákem a skladatelem písní Johnem McCrea, kytaristou Gregem Brownem, trumpetistou Vincem DiFiorem, basistou Shonem Meckfesselem a bubeníkem Frankem Frenchem. Shon Meckfesselbrzy skupinu opustil a byl nahrazen Gabe Nelsonem. V roce 1993 vydala skupina své debutové album, Rock 'n' Roll Lifestyle.

## Hudební styl
Ačkoliv je hudba Cake hodnocena jako alternativní rock nebo indie rock, kombinuje mnoho hudebních žánrů jako funk, ska, rockabilly, pop, jazz, rap a Country.